# SOONER OR LATER
『SOONER OR LATER』（スーンナー オア レイター）は、山崎春美率いるガセネタの1stアルバム。1978年春に明治大学和泉校舎で収録されたライブ音源およびスタジオ録音を収録。1993年発売。
帯のキャッチコピーは「このバンドの為なら何でもする」（間章）

## 解説
山崎春美、浜野純、大里俊晴らによる伝説的なロックバンド「ガセネタ」は一切の音源をリリースせず1979年3月末日に解散した。
しかし解散から13年後の1992年、ガセネタ結成の場を作った明治大学現代音楽ゼミナール主宰者の園田佐登志がベースの大里俊晴にガセネタのCD化を打診したのを契機に、大里はガセネタ時代の自伝的小説『ガセネタの荒野』（1992年/洋泉社）を衝動的に書き上げる。だが本書はボーカルの山崎春美らに無断で出版されたことから山崎は激怒し、大里の著書に対抗する形で1993年にPSFレコードから本アルバム『SOONER OR LATER』をリリースするに至った（ちなみにライナーノーツの写真からは大里の姿が意図的に削除されており、それに加えて「類似品にはくれぐれもご注意下さい!! このCD盤の演奏者団名はガセネタです。『ガセネタの荒野』では、断じてありません…」という冗長な断り書きも記載されている）。
なおギタリストの浜野純はCD化の打診に対して「自分が（ガセネタに）関わっていたとは最早、思えなくなっている」「私に許諾を出すような権利があるとも思いにくい」「同様の理由で、完成したCDに関しても、お送りしていただく必要はありません」として印税の受け取りを辞退している。
本アルバムのジャケットは元プロ野球選手の江夏豊の逮捕記事を真っ赤にコラージュしたもの。後にAKB48のアルバム『チームA 5th Stage「恋愛禁止条例」』（2013年/再発盤）のジャケット・モチーフになったとされる。
園田佐登志によると「このCDのガセネタのテイクに関しては、78年当時笹塚にあったGAP Worksからオープン・デッキを借りてきて、明大の和泉校舎の学館売店の前の階段というか踊り場みたいなところで、小沢靖さんがマイクセッティングとか全部やって録音した奴と、お茶の水の取り壊された明大記念館での件の「Free Music Space」のナカミチのカセット音源から6〜7割方がセレクトされているようです。でも私は、このCDに関しては単なる音源の提供者で、～大里が演奏直後に何かが気に入らなかったみたいで「今度にしようよ・・・」と言ったら、浜野がすかさず「今度があればね」と、やり返すところがあって、その部分をCDに入れるよう推したくらいかな、音源提供者を越えて私がやったのは」との事。
田畑満が「山崎春美さんのタコでベースを弾き、ガセネタを数曲やったんやけど、家でコピーしたらコードがAbとかEbとかでやりづらくてしょうがなく、変やなと思っていたら、PSFから出てる音源の元のテープ速度が、実際の演奏とは違うのではないかという結論に達した」と呟く。 
また、このアルバムが現時点においてガセネタ唯一のスタジオ・アルバムとなっている。

## 収録曲
| 全作詞: 山崎春美、全編曲: ガセネタ。 |                              |           |          |      |
| #                                    | タイトル                     | 作詞      | 作曲     | 時間 |
| 1.                                   | 「父ちゃんのポーが聞こえる」 | 山崎春美  | 浜野純   | 3:24 |
| 2.                                   | 「◎?△□!」                    | 山崎春美  | ガセネタ | 0:35 |
| 3.                                   | 「雨上がりのバラード」       | 山崎春美  | 浜野純   | 2:55 |
| 4.                                   | 「雨上がりのバラード」       | 山崎春美  | 浜野純   | 2:51 |
| 5.                                   | 「社会復帰」                 | 山崎春美  | 大里俊晴 | 2:09 |
| 6.                                   | 「宇宙人の春」               | 山崎春美  | 浜野純   | 2:13 |
| 7.                                   | 「ミロク風呂」               | 山崎春美  | ガセネタ | 0:34 |
| 8.                                   | 「雨上がりのバラード」       | 山崎春美  | 浜野純   | 3:42 |
| 9.                                   | 「宇宙人の春」               | 山崎春美  | 浜野純   | 2:18 |
| 10.                                  | 「雨上がりのバラード」       | 山崎春美  | 浜野純   | 3:58 |
| 11.                                  | 「父ちゃんのポーが聞こえる」 | 山崎春美  | 浜野純   | 5:28 |
| 12.                                  | 「・・・・・・・・・・」     | 山崎春美  | ガセネタ | 0:54 |
| 合計時間:                            | 合計時間:                    | 合計時間: | 31:35    |      |

## 楽曲一覧
ガセネタの持ち曲はたった4曲しかなかった。山崎春美は後に「曲を作るというのは、お体裁だけのことだった」と語っている。
1. 雨上がりのバラード
（作詞：山崎春美 / 作曲：浜野純）
さいしょの2曲は「これの、どっちにするかだな」とかいいながら浜野が弾いてみせて、「いや、こっちはダメだ。これしかないな」と、2曲目しかないみたいなことをさいしょから言いはじめて、「じゃあ、1曲目はなんだったんだ」という気になるのだけれど、だいいちその「究極のこれしかない」2曲目というのは、まだロックっぽかった1曲目にくらべて、リフがひとつあるだけなんだから、音楽をやっているわけでもないぼくからすれば、まま子あつかいされた1曲目が不憫でならない。それで勝手に「雨上がりのバラード」という名前をつけてやった。「どこがバラードなんだ」とは言われたけど、2曲しかないレパートリーの「勝負の分かれ目」みたいな「ガセネタのテーマ」曲にくらべて、おちゃらけた付け足しみたいなあつかわれようは、充分、泣きが入るところだ[5]。
2. 父ちゃんのポーが聞こえる
（作詞：山崎春美 / 作曲：浜野純）
曲は簡単で、ドラララーラララがつんのめって加速してめちゃめちゃになって終わる、というものだった（と僕は解釈した）。1拍目でその時点でのonをキープし3拍目のスネアを早めに叩けば論理的には加速していく筈だと思った。ドラムはやったことがない、と言うと、こう腕をクロスさせて普通に、と言われてやってみたがその叩き方では無理だった。だから佐藤隆史はジャズのシンバルで逃げたし、乾はタムの連打で焦点をぼかしたのだ。僕は、加速に焦点を与えたこの「父ちゃんのポーが聞こえる」という1曲だけでガセネタはいいと思っている。ドラムとベースが遅れ続けることによってしか曲をひきのばせなかったとしても[6]。
3. 宇宙人の春
（作詞：山崎春美 / 作曲：浜野純）
さらに僕が文句を言いつづけて「わかったよ。ロックっぽいのを作ってやったから感謝しろ」と、やっと浜野が持ってきたのが3曲目で、なんといっても曲みたいだった。それが嬉しくてその日のうちにすぐ歌詞をつけて「宇宙人の春」と命名した[5]。
4. 社会復帰
（作詞：山崎春美 / 作曲：大里俊晴）
そしたら、こんどは大里が「俺も作った」と言って持ってきたのが4曲目になって、これで曲作りというのは完全に終わった。2曲目については、すったもんだしたあげく、浜野が「父ちゃんのポーが聞こえる」という題名をつけたが、けっきょくのところ1曲目、2曲目という呼び名でしか、呼ばれることはなかった。大里の作曲による4曲目には、作曲者のイメージを尊重して「社会復帰（リハビリテーション）」という名前をつけた。立って演奏することへのこだわりは、たいしたもので、それがどうしたって演奏中に倒れ込まざるをえないことになった。椎間板ヘルニア、という怪我みたいな病気のことを知ったのは、大里がそれになったからで、大里によれば、バンドの機材を運ぶのに、「お前らが全然やらないから」それで腰を痛めたのだと、くり返し言っていて、ほんとうなら申し訳ないことかもしれなかったが、コルセットをはめたまま立ってベースを弾く姿が「なかなかカッコいい。凛々しい」と、浜野と口々にほめあったら、「血も涙もない奴らだ」と言いかえして、笑っていた[5]。

## 演奏者
- 山崎春美（ボーカル）
- 浜野純（ギター）
- 大里俊晴（ベース）
- 村田龍美（ドラムス）